# RS-485
RS-485 (англ. Recommended Standard 485), или EIA-485 (англ. Electronic Industries Alliance-485) — стандарт физического уровня для асинхронного интерфейса. Полное название стандарта: ANSI TIA/EIA-485-A:1998 Electrical Characteristics of Generators and Receivers for Use in Balanced Digital Multipoint Systems.
Регламентирует электрические параметры полудуплексной многоточечной дифференциальной линии связи типа «общая шина».
Стандарт приобрел большую популярность и стал основой для создания целого семейства промышленных сетей, широко используемых в промышленной автоматизации.
Стандарт RS-485 совместно разработан двумя ассоциациями: Ассоциацией электронной промышленности (EIA — Electronic Industries Association) и Ассоциацией промышленности средств связи (TIA — Telecommunications Industry Association). Ранее EIA маркировала все свои стандарты префиксом «RS» (англ. Recommended Standard — Рекомендованный стандарт). Многие инженеры продолжают использовать это обозначение, однако EIA/TIA официально заменил «RS» на «EIA/TIA» с целью облегчить идентификацию происхождения своих стандартов.

## Технические характеристики интерфейса RS-485
В стандарте RS-485 для передачи и приёма данных используется одна витая пара проводов, сопровождаемая экранирующей оплеткой или общим проводом.
Передача данных осуществляется с помощью дифференциальных сигналов. Напряжение между проводниками с одной полярностью означает логическую единицу, с другой полярностью — логический ноль.
Стандарт RS-485 оговаривает только электрические и временны́е характеристики интерфейса. Стандарт RS-485 не оговаривает:
- параметры качества сигнала (допустимый уровень искажений, отражения в длинных линиях);
- типы соединителей и кабелей;
- гальваническую развязку линии связи;
- протокол обмена.

### Электрические и временные характеристики интерфейса RS-485

Скорость передачи данных в зависимости от длины линии для интерфейсов RS-232, RS-422, RS-423, RS-485

- Поддерживаются до 32 приёмопередатчиков в одном сегменте сети.
- Максимальная длина одного сегмента сети: 1200 метров.
- В каждый момент времени активным может быть только один передатчик.
- Максимальное количество узлов в сети — 256 с учётом магистральных усилителей.
- Соотношения скорость обмена/длина линии связи[2]:
  - 62,5 кбит/с 1200 м (одна витая пара),
  - 375 кбит/с 500 м (одна витая пара),
  - 500 кбит/с,
  - 1000 кбит/с,
  - 2400 кбит/с 100 м (две витых пары),
  - 10 000 кбит/с 10 м.

Тип приёмопередатчиков — дифференциальный, потенциальный. Изменение входных и выходных напряжений относительно общего провода (референтной «земли») на линиях A и B: Ua (Ub) от −7 В до −12 В (+7 В до +12 В).
Требования, предъявляемые к выходному каскаду:
- выходной каскад представляет собой источник напряжения с малым выходным сопротивлением, |Uвых|=1,5:5,0 В (не менее 1,5 В и не более 5,0 В);
- состояние логической «1»: Ua < Ub (с гистерезиссом 200 мВ) — MARK, OFF;
- состояние логического «0»: Ua > Ub (гистерезис 200 мВ) — SPACE, ON (производители микросхем — драйверов, часто выбирают намного меньшие значения, например, гистерезис от 10 мВ[3][4]);
- выходной каскад передатчика должен выдерживать режим короткого замыкания, в режиме короткого замыкания отдавать максимальный выходной ток 250 мА, обеспечивать скорость нарастания выходного сигнала 1,2 В/мкс и схему ограничения выходной мощности.

Требования, предъявляемые к входному каскаду:
- входной каскад представляет собой дифференциальный вход с высоким входным сопротивлением и пороговой характеристикой от −200 мВ до +200 мВ;
- допустимый диапазон синфазных входных напряжений Uag (Ubg) относительно земли (GND) от −7 В до +12 В;
- входной сигнал представлен дифференциальным напряжением (Ui +0,2 В и более);
- уровни состояния приёмника входного каскада — см. состояния передатчика выходного каскада.

## Сигналы

Трёхпроводное соединение в RS-485. SC — референтная «земля» (GND).

Пример временно́й диаграммы передачи одного байта 0xD3 по интерфейсу RS-485 младшими битами вперёд. U+ и U- соответствуют линиям D+ и D-

Стандарт определяет следующие линии для передачи сигнала:
- A — не инвертирующая;
- B — инвертирующая;
- C — необязательная общая линия (ноль).

Согласно стандарту:
- VA > VB соответствует логическому «0» и называется «активным» (ON) состоянием шины;
- VA < VB соответствует логической «1» и называется «неактивным» (OFF) состоянием шины.

Таким образом, при описании состояний шины используется инверсная логика. При этом логика однополярных сигналов на входе передатчика и выходе приёмника стандартом не определяется.
Несмотря на недвусмысленное определение, иногда возникает путаница по поводу того, какие обозначения («A» или «B») следует использовать для инвертирующей и неинвертирующей линии. Для того, чтобы избежать этой путаницы, часто используются альтернативные обозначения, например: «+»/«-» или «D+»/«D-» или «V+/V-».
Большинство производителей придерживается стандарта и использует обозначение «A» для неинвертирующей линии. То есть, высокий уровень сигнала на входе передатчика соответствует состоянию VA > VB на шине RS-485; также VA > VB соответствует высокому уровню сигнала на выходе приёмника.
Необходимо обратить внимание, что «неактивное» состояние линии от «активного», в контексте, обозначенном в стандарте (соответственно передача логических 0 и 1), не отличаются электрически, кроме полярности — то есть, не являются эквивалентом «занятости» или «свободности» линии. Оба состояния активно передают в линию соответствующий символ. Для отключения передатчика в нём всегда имеется отдельный вход — при его отключении выходы переходят в высокоимпедансное состояние, допуская работу в этой линии других передатчиков. Таким образом, «активное» и «неактивное» состояния сами по себе не являются индикатором чего-либо, помимо передаваемого бита. Протокол передачи, использующий относительное кодирование, допускает инверсию передаваемых данных, а значит перемену проводов в паре местами без каких-либо последствий. При этом, однако, на практике гораздо чаще используется не абстрактный или создаваемый разработчиком протокол обмена, а отражение протокола RS-232 в его логической части на аппаратный уровень RS-485 — так как производятся промышленные преобразователи соответствующего типа, что позволяет не разрабатывать свой логический протокол. Здесь полярность подключения принципиальна в связи с тем, что RS-232 использует определённое толкование передаваемых символов и не допускает их инверсии.

## Согласование и смещение

Типичная цепь смещения вместе и терминальные резисторы для сети RS-485. Падение напряжения на резисторе Rc обеспечивает смещение входа приёмника и вывод его из зоны неопределённости при неактивности всех передатчиков.

При большой длине линии связи возникают эффекты длинных линий. Причина этому — распределённые индуктивность и ёмкость кабеля. Поэтому сигнал, переданный в линию одним из передатчиков, искажается по мере распространения в линии, возникают резонансные явления и отражения в линии. Поскольку практически кабель на всей длине имеет одинаковую конструкцию и, следовательно, одинаковые погонные ёмкость и индуктивность, то это свойство кабеля характеризуют специальным параметром — волновым сопротивлением. Упрощённо можно сказать, что в кабеле, на приёмном конце которого подключена согласованная нагрузка (резистор с сопротивлением, равным волновому сопротивлению кабеля), резонансные явления значительно ослабляются. Называется такой резистор терминатором. Для сетей RS-485 они ставятся на каждой оконечности длинной линии (поскольку обе стороны могут быть приёмными). Волновое сопротивление наиболее распространенных витых пар типа CAT5 составляет 100 Ом. Другие витые пары могут иметь волновое сопротивление 150 Ом и выше. Плоские ленточные кабели до 300 Ом.
Практически сопротивление этого резистора может выбираться и бо́льшим, чем волновое сопротивление кабеля, поскольку активное омическое сопротивление того же кабеля может оказаться слишком большим, что амплитуда сигнала на приёмной стороне будет слишком малой для устойчивого приёма. В этом случае выбирают компромисс между резонансными и амплитудными искажениями сигнала, уменьшая скорость интерфейса и увеличивая сопротивление терминального резистора. На скоростях 9600 бит/с и ниже для кабелей разумной длины резонансные явления, способные ухудшить качество связи, не проявляются, и согласование линии не требуется. Более того, при низких скоростях передачи (менее 9600 бит/с) терминальный резистор даже не улучшает, а ухудшает надежность передачи (это существенно для длинных линий связи).
Ещё один источник искажения формы сигналов при высоких скоростях передачи через витую пару — разная скорость распространения высокочастотной и низкочастотной спектральных составляющих сигнала (высокочастотная составляющая распространяется по витой паре несколько быстрее), что приводит к искажению формы сигнала.
Помехи в линии связи зависят не только от длины, номиналов терминальных резисторов и качества самой витой пары. Также важно, чтобы линия связи последовательно проходила через все приёмопередатчики (это называют топологией общей шины). Витая пара общей шины не должна иметь от неё длинных отводов — отрезков кабеля для соединения с очередным приёмопередатчиком, кроме соединений с повторителями интерфейса или при низких скоростях передачи, менее 9600 бит/с.
При нективности всех передатчиков на шине уровень сигнала в линии не определён. Для предотвращения ситуации, когда разница между входами A и B меньше 200 мВ (неопределённое состояние), иногда применяется дополнительное смещение с помощью резисторов или с помощью специальной схемы. Когда состояние линий не определено, то приёмники могут принимать помехи. В некоторых протоколах предусмотрена передача служебных последовательностей для стабилизации приёмников и обеспечения уверенного начала приёма.

Пример сети RS-485. Показано несколько приёмопередатчиков и нерекомендуемое длинное ответвление.

## Сетевые протоколы, использующие RS-485
- LanDrive
- ProfiBus DP
- Modbus
- DMX512
- HDLC
- IEC 60870-5
- OSDP

## Промышленные сети, построенные на основе RS-485
- LanDrive
- ProfiBus DP
- Modbus